# Richings Park
Richings Park es un barrio residencial de la localidad de Iver, situada en el condado de Buckinghamshire, Inglaterra (Reino Unido). Según el censo de 2011, tiene una población de 1997 habitantes.